# Rödsidig dvärgrall
Rödsidig dvärgrall (Laterallus melanophaius) är en fågel i familjen rallar inom ordningen tran- och rallfåglar.

## Utseende och läte
Rödsidig dvärgrall är som namnet avslöjar en liten rall. Fjäderdräkten är olivbrun ovan med rostrött i ansiktet och på kroppssidorna. På flankerna och undergumpen syns kraftiga svartvita tvärband. Arten liknar rödvit dvärgrall, men denna har helt rostrött huvud utan mörkare hjässa. Lätet är en mycket utdragen explosiv drill.

## Utbredning och systematik
Rödsidig dvärgrall delas in i två underarter med följande utbredning:
- Laterallus melanophaius oenops – förekommer från tropiska sydöstra Colombia till östra Peru och det allra västligaste Brasilien
- Laterallus melanophaius melanophaius – förekommer från södra Venezuela till Guyana, Brasilien, Bolivia och norra Argentina

## Levnadssätt
Rödsidig dvärgrall hittas i fuktiga gräsmarker, vida våtmarker och ibland blöta betesfält. Den är ofta vanlig men vanligen svår att få syn på.

## Status
Arten har ett stort utbredningsområde och beståndet anses vara stabilt. Internationella naturvårdsunionen IUCN listar den därför som livskraftig (LC). Världspopulationen uppskattas till mellan 25 000 och 100 000 individer.